# Улица Ульяновых
У́лица Улья́новых — одна из основных улиц исторического района Коса в центральной части Астрахани. Начинается от Красной набережной у реки Кутум и идёт с северо-востока на юго-запад параллельно Волге, пересекая улицы Свердлова и Никольскую. Заканчивается возле улицы Кибальчича за зданием областного Министерства образования и науки. Параллельно ей с одной стороны проходит улица Фиолетова и с другой стороны Щепной переулок.
Ансамбль улицы имеет статус памятника градостроительства, улица почти целиком застроена зданиями дореволюционного периода, в том числе памятниками архитектуры. Вместе с параллельной улицей Фиолетова формирует часть «барного квадрата» — в этом районе расположено большое количество баров, пабов, кафе и ресторанов. На улице Ульяновых находятся популярные заведения паб «Дублин», ресторан «Миндаль», Gellert и Beduin House, а также гостиница «Астраханская» с рестораном «Волга» на углу с улицей Свердлова.

## История
В 1828 году для улицы предлагалось название Съестная, однако в 1837 было утверждено другое название — Казачья. В 1920 году улица получила имя Степана Разина, затем в 1938 была переименована вновь — в улицу Ильича (Ленина). Наконец, в 1957 году получила своё современное название в честь семьи Ульяновых (родственников В.И. Ленина: деда — Николая Васильевича, бабушки Анны Алексеевны, дяди — Василия Николаевича, отца — Ильи Николаевича, и двух тёток Марии Николаевны и Феодосьи Николаевны, которые проживали в доме 9 по улице Ульяновых. Сегодня в этом здании работает Музей истории города Астрахани, бывший Дом-музей семьи Ульяновых.

## Застройка
- дом 2-4/5/1-3/6-4 —  памятник архитектуры Здание провиантских складов (первая половина XIX в.)
- дом 4/5/1/4 —  памятник архитектуры Дома доходные Н. И. и Н. Н. Плотниковых (вторая половина XIX — начало XX вв.)
- дом 4Б/5 —  памятник архитектуры Торговый корпус Плотникова («Мучные ряды», вторая половина XIX в.)
- дом 5/11/4 —  памятник архитектуры Щепной (Агарянский) торговый корпус (XIX в.)
- дом 6 —  памятник архитектуры Дом В. И. Смирнова с гостиницей «Большая Московская» (1900‒1909 гг.)
- дом 8 —  памятник архитектуры Здание провиантских складов (первая четверть XIX в.)
- дом 9 —  памятник архитектуры Дом, в котором жили родители, старший брат и две сестры И. Н. Ульянова и он сам (начало XIX в.)
- дом 10 —  памятник архитектуры Жилой дом с магазином (вторая половина XIX в.)
- дом 12/9/9 —  памятник архитектуры Дом Мочалова (1874‒1884 гг.)

## Транспорт
По улице Ульяновых нет движения общественного транспорта, ближайшие к ней остановки маршрутных такси — «ЦУМ» на улице Свердлова и «Октябрьская площадь — набережная реки Волги» на Адмиралтейской.

## Фотогалерея

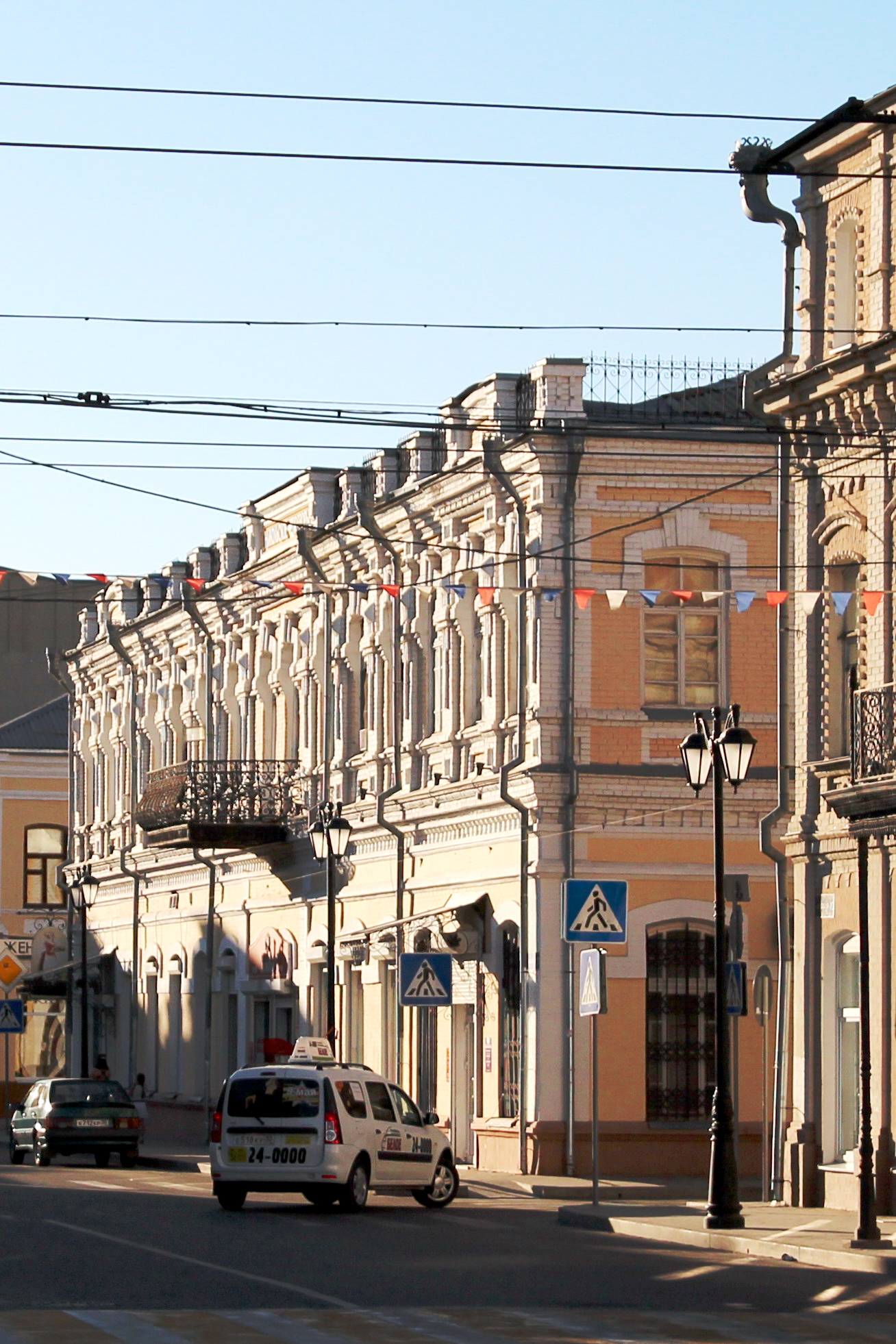
Доходный дом И.Г. Абкарова и его наследников, Щепной (Агарянский) торговый корпус (дом 5/11/4)
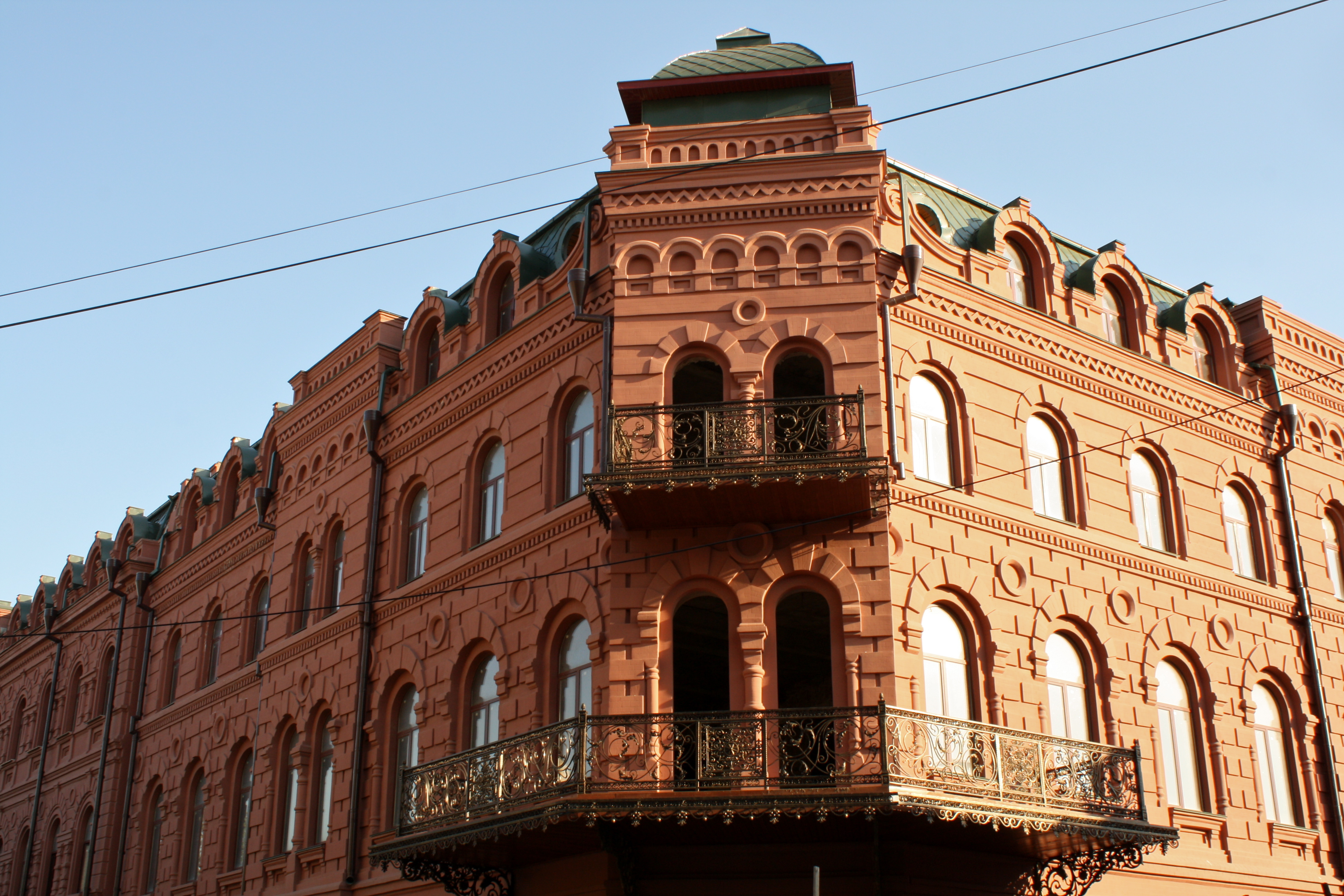
Дом В.И. Смирнова с гостиницей «Большая Московская» и дом М.Ф. Федорова с гостиницей «Европейская», ныне гостиница «Астраханская» (дом 6)
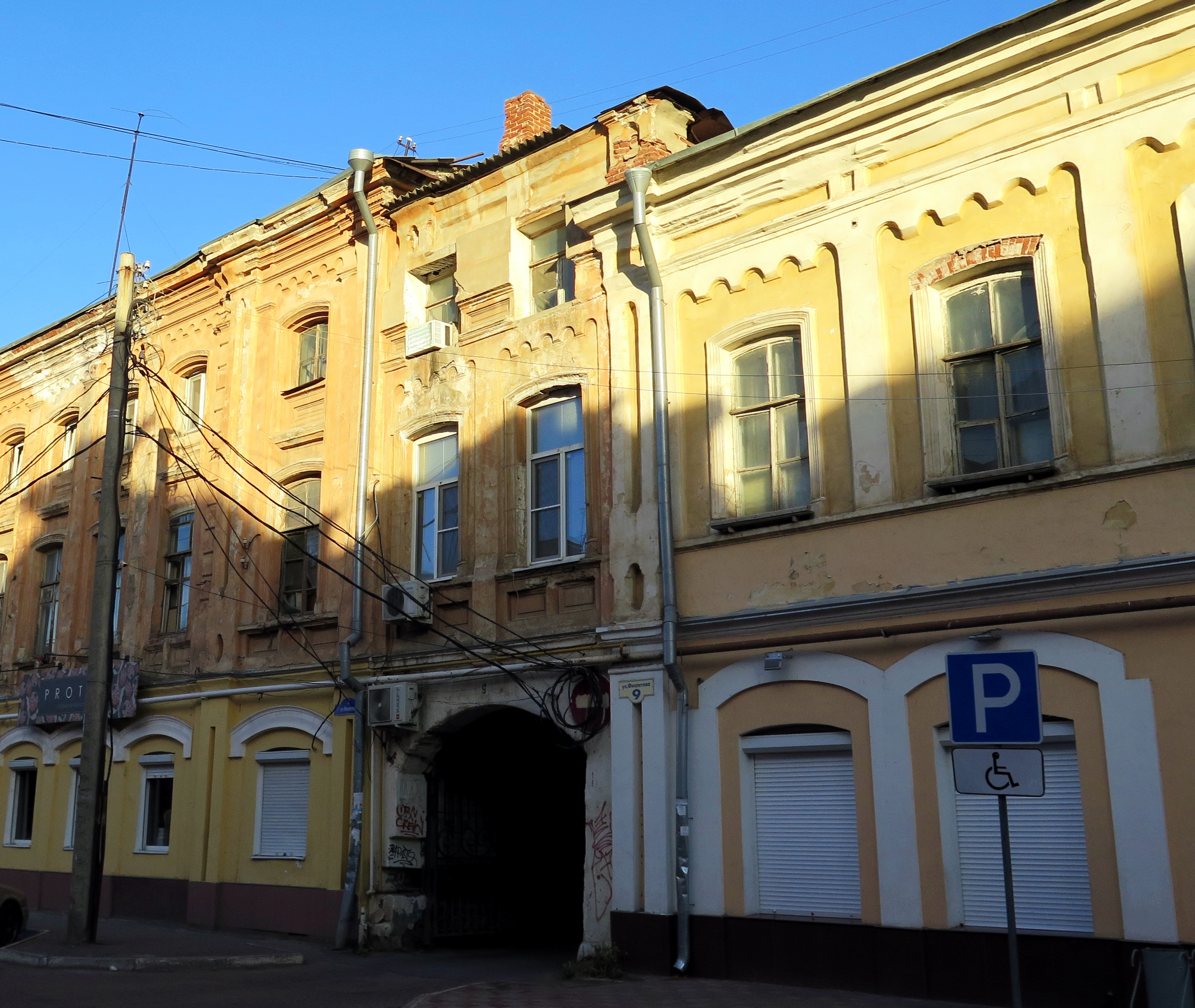
Дом с номерами и трактиром И.В. Мочалова (дом 12/9/9)